# Jalmari Helander
Pour les articles homonymes, voir Helander.
Jalmari Helander est un réalisateur et un scénariste finlandais né le 21 juillet 1976. Il a également fait partie du monde de la publicité et de la bande dessinée. Il a surtout réalisé des courts métrages, mais il fut le réalisateur et scénariste principal de Père Noël Origines (que Cate Blanchett a cité comme étant l'un de ses films préférés), long métrage sorti en 2010.

## Filmographie

### Longs métrages
- 2010 : Père Noël Origines (Rare Exports: A Christmas Tale)
- 2014 : Big Game (également coscénariste)
- 2022 : Sisu : de l'or et du sang (Sisu)

### Courts métrages
- 1999 : Jäämies
- 1999 : Maximillian Tarzan
- 2001 : Ukkonen
- 2003 : Rare Exports, Inc.
- 2005 : Rare Exports : The Official Safety Instructions
- 2006 : Fakiiri
- 2007 : Toinen puoli puolustusvoimista

## Distinctions
- Prix national de la cinématographie, 2011